# 김경훈 (1967년)
김경훈(金俓勳, 1967년 4월 25일 ~ )은 대한민국의 정치인이다.

## 학력
- 대전대학교 법학과 졸업

## 경력
- 대전 중구 버드내마을아파트입주자대표회장
- 열린우리당 행복도시 건설대책 특별위원회 위원
- 대전대학교 총동문회 부회장
- 2006.07 ~ 2010.05: 제5대 대전광역시 중구의회 의원
- 2010.07 ~ 2014.06: 제6대 대전광역시의회 의원
- 2014.07 ~ 2018.06: 제7대 대전광역시의회 의원
- 2024.06 ~ : 대전광역시 정무수석비서관

## 역대 선거 결과
|  | 23.08% |

|  | 54.75% |

|  | 52.82% |

|  | 43.25% |